# Касилинум
Касилинум (Casilinum), е латинското име в древността на днешния град Капуа. Намира се в Кампания в Южна Италия, на реката Волтурно (Volturnus) на Виа Апиа и Виа Латина.